# アブドゥルラフマン・アル＝ジャシム
アブドゥルラフマン・アル＝ジャシム（阿: عبد الرحمن الجاسم, 英: Abdulrahman Al-Jassim, 1987年10月14日 - ）は、カタールのサッカー審判員。2013年から国際サッカー連盟 (FIFA) に国際審判員として登録されている。

## 来歴
2017年に韓国で開催されたFIFA U-20ワールドカップの審判に選出。2018年にロシアで行われた2018 FIFAワールドカップでは、ビデオ・アシスタント・レフリー (VAR) を務めた。
2019年にはアラブ首長国連邦で開催された2019 AFCアジアカップの審判員にも任命された。
2019年6月には、アジアサッカー連盟 (AFC) と北中米カリブ海サッカー連盟 (CONCACAF) との間の審判交流プログラムの一環で、アメリカ合衆国・コスタリカ・ジャマイカの3カ国共催となった2019 CONCACAFゴールドカップの審判員として派遣された（CONCACAFからはメキシコ出身の国際審判員であるセサル・アルトゥーロ・ラモスを2019 AFCアジアカップに派遣）。
2019年にQFAアワーズの最優秀審判部門で選出されると、2020年、2021年の3年連続で受賞した。

## AFCアジアカップ
| AFCアジアカップ2019（アラブ首長国連邦） | AFCアジアカップ2019（アラブ首長国連邦） | AFCアジアカップ2019（アラブ首長国連邦） | AFCアジアカップ2019（アラブ首長国連邦） |
| Date                                    | Match                                   | Venue                                   | Round                                   |
| --------------------------------------- | --------------------------------------- | --------------------------------------- | --------------------------------------- |
| 2019年1月8日                            | イラク – ベトナム                       | アブダビ                                | グループステージ                        |
| 2019年1月16日                           | 韓国 – 中華人民共和国                   | アブダビ                                | グループステージ                        |
| 2019年1月21日                           | オーストラリア – ウズベキスタン         | アルアイン                              | ラウンド16                              |
| 2019年1月24日                           | 中華人民共和国 – イラン                 | アブダビ                                | 準々決勝                                |